# Sidra (gemeente)
De gemeente Sidra is een landgemeente in het Poolse woiwodschap Podlachië, in powiat Sokólski.
De zetel van de gemeente is in Sidra.
Op 30 juni 2004 telde de gemeente 3994 inwoners.

## Oppervlakte gegevens
In 2002 bedroeg de totale oppervlakte van gemeente Sidra 173,96 km², waarvan:
- agrarisch gebied: 76%
- bossen: 18%

De gemeente beslaat 8,47% van de totale oppervlakte van de powiat.

## Demografie
Stand op 30 juni 2004:
| Omschrijving                   | Totaal | Totaal | Vrouwen | Vrouwen | Mannen | Mannen |
| ------------------------------ | ------ | ------ | ------- | ------- | ------ | ------ |
| eenheid                        | aantal | %      | aantal  | %       | aantal | %      |
| inwoners                       | 3994   | 100    | 1997    | 50      | 1997   | 50     |
| bevolkingsdichtheid (inw./km²) | 23     | 23     | 11,5    | 11,5    | 11,5   | 11,5   |

In 2002 bedroeg het gemiddelde inkomen per inwoner 1198,17 zł.

## Administratieve plaatsen (sołectwo)
Bieniasze, Bierniki, Bierwicha, Chwaszczewo, Holiki, Jacowlany, Jałówka, Jurasze, Makowlany, Nowinka, Ogrodniki, Podsutki, Poganica, Pohorany, Potrubowszczyzna, Racewo, Romanówka, Siderka, Sidra, Siekierka, Słomianka, Staworowo (sołectwa:Staworowo I en Staworowo II), Szostaki, Śniczany, Wólka, Zalesie, Zwierżany.

## Overige plaatsen
Andrzejewo, Dworzysk, Gudebsk, Jakowla, Jałówka-Kolonia, Kalinówka, Kalwińszczyna, Klatka, Kniaziówka, Krzysztoforowo, Kurnatowszczyzna, Ludomirowo, Majewo, Majewo Kościelne, Olchowniki, Putnowce, Stefanowo, Szczerbowo, Wandzin, Władysławowo, Zacisze, Zelwa.

## Aangrenzende gemeenten
Dąbrowa Białostocka, Janów, Kuźnica, Nowy Dwór, Sokółka